# Michaelmas Cay
Michaelmas Cay är en 360 meter lång och 50 meter bred ö i Australien.   Den ligger i kommunen Cairns och delstaten Queensland, vid Michaelmas Reefs västra udde, 43 km nordost om Cairns och 17 km norr om Green Island. Arean är 1,8 hektar och högsta punkten 3,5 m.